# Anomala pilifrons
Anomala pilifrons är en skalbaggsart som beskrevs av Lin 1979. Anomala pilifrons ingår i släktet Anomala och familjen Rutelidae. Inga underarter finns listade i Catalogue of Life.